# Joanes
Joanes, ali tudi Janez (latinsko Iohannes Augustus, Ivan Augustus), (neznano - 425), je bil cesar Zahodnega rimskega cesarstva od leta 423 do leta 425. Joanes je za dve leti kot uzurpator prekinil vladavino Teodozijske dinastije in ni nikoli priznal Vzhodnorimskega cesarja Teodozija II.
Po smrti cesarja Honorija je Teodozij II. okleval je z objavo stričeve smrti in med medvladjem je Flavij Kastin za novega cesarja razglasil Ivana, takratnega primicerija. Dve leti je Joannes neovirano vladal na Zahodu, dokler se Teodozij II. ni odločil, da na zahodni prestol posadi pripadnika teodozijske dinastije Valentijana III.
Vzhodnorimska vojska pod poveljstvom generala (Magister militum) Asparja je premagala Joanesovo vojsko, ki je vztrajno čakala na pomoč Hunov pod poveljstvom Flavija Ecija. Po ujetju je bil obsojen in usmrčen, na njegovo mesto pa je bil postavljen Valentinijan III.
Ko je nato prišel vojskovodja Flavij Ecij z vojsko Hunov, se je sporazumel z Gallo Placidijo, materjo novega cesarja Valentinijana III. Huni so bili izplačani in poslani domov, Ecij pa je dobil naziv Magister militum in naslednja tri desetletja krojil usodo zahodnega dela cesarstva.